# イダタツヒコ
イダ タツヒコ（1964年（昭和39年）7月5日 - ）は、日本の漫画家、漫画原作者。滋賀県出身。血液型はAB型。
1986年（昭和61年）に「霧の日」で第14回ちばてつや賞準優秀作品賞を受賞し、『週刊ヤングマガジン』（講談社）よりデビュー。「井田辰彦」および「風鈴堂」名義の作品もある。京都精華大学デザイン学部デザイン学科グラフィックデザイン専攻卒業。妻は漫画家のなち。

## 作風
作品によって絵柄が変わることがあるが、飽きっぽいからだという。
人並み外れた、もしくは人ならざるものの強大な能力や身体を持つ主要人物が描かれるSF、伝奇ファンタジー、アクションものを多く手がける。
作品に共通しているのは「主人公が向こう側に突き向けてしまう」ところ。「敵」だったものに主人公が自ら進んで取り込まれていく描写が多い。それについて、「デヴィッド・リンチ的なものが好き。どうせバックサイドにいくなら全力疾走がきれいだなと思うんです。」と発言している。
本人曰く恋愛ものは苦手で、『ブレイド』は最初で最後の恋愛ものとして描こうとしたという。しかし、本作品で描かれた人の道を踏み外すというシチュエーションに『恋愛』はついて回り、その後の自作の中で大きなファクターになっていった。

## 作品リスト

### 連載
- 外道の書（『ヤングマガジン』1990年、全1巻〈講談社・アッパーズコミックス〉・再版1巻〈河出書房新社・九龍コミックス〉）
- 秘密結社α＜アルファー＞（『ヤングマガジン増刊海賊版』1992年 - 1993年、全1巻〈講談社・アッパーズコミックス〉・再版1巻〈河出書房新社・九龍コミックス〉）
- ブレイド（『ヤングマガジン増刊海賊版』1993年第7号 - 1995年第6号、全3巻・新装版2巻）
- HeRaLD（『ヤングマガジン』1998年、全2巻）
- ゴルディアス（『別冊ヤングマガジン』2000年第5号 - 2001年第25号、全3巻）
- 美女で野獣（『月刊サンデーGX』2002年 - 2006年、全8巻）
- 誰かがカッコゥと啼く（『月刊サンデーGX』2006年 - 2008年、全3巻）
- XBLADE（『月刊少年シリウス』2007年1月号 - 2013年10月号、全12巻・『XBLADE+ -CROSS-[4]』全8巻） - 原作担当。作画は士貴智志。
- 星屑番外地（『月刊サンデーGX』2009年7月号 - 2010年9月号、全3巻）
- 桃源郷へようこそ!（『月刊サンデーGX』2012年8月号 - 2014年8月号、全4巻） - 原作担当。作画は水谷麻志。
- 宵街オーバーロード（『月刊サンデーGX』2015年 - 2016年、全4巻） - 原作担当。作画は水谷麻志。
- ルシエルナガ（『月刊少年シリウス』2016年2月号 - 2017年1月号、全2巻） - 原作担当。作画はKface。
- 築城院さんハシャギ過ぎ（『サンデーうぇぶり』2017年8月6日 - 11月5日、全1巻）
- SKINLESS（『NINO』2018年5月4日 - 9月14日） - 原作担当。作画は倫理きよ。
- BLACK LAGOON 掃除屋ソーヤー 解体！ゴアゴア娘（原作：広江礼威、『月刊サンデーGX』2019年10月号 - 連載中、既刊9巻）
- 爆宴-BAKUEN-（『月刊少年シリウス』2020年4月号 - 2021年12月号、全5巻）原作担当。作画は士貴智志。

### 読み切り
- 霧の日（『週刊ヤングマガジン』） - 『秘密結社α＜アルファー＞』に収録。
- 爪痕（『月刊少年シリウス』2007年2月号） - 『怪奇宴 現の巻』（2007年発売、講談社）に収録。
- フリル（『月刊サンデーGX』2008年11月号）
- サカキさんちのコ猫たち（『月刊サンデーGX』2011年3月号） - 原作担当。作画は水谷麻志。